# P. K. Page
Patricia Kathleen Page, plus connue sous son nom d'autrice P. K. Page, née le 23 novembre 1916 à Swanage, au Royaume-Uni, et morte le 14 janvier 2010 à Victoria, au Canada, est une artiste canadienne, poète, romancière, scénariste, dramaturge, essayiste, journaliste, librettiste et professeur. Elle est l'auteur de plus de trente livres publiés de poésie ou de fiction, des journaux de voyage, des essais, des livres pour enfants et une autobiographie.
En tant qu'artiste plasticienne, elle expose en tant que P. K. Irwin, son nom d'épouse, au Canada et à l'étranger. Ses œuvres font partie des collections permanentes du Musée des beaux-arts du Canada, du Musée des beaux-arts de l'Ontario et de la Burnaby Art Gallery .
En 2001, à l'initiative des Nations unies, son poème Planet Earth est lu simultanément à New York, dans l'Antarctique et dans le Pacifique Sud, pour célébrer l'Année internationale du dialogue entre les civilisations.